# 高宗 (高麗王)
高宗（こうそう、1192年 - 1259年）は第23代高麗王（在位：1213年 - 1259年）。姓は王、諱は皞、諡号は忠憲安孝大王。
明宗の太子だった康宗の長男として生まれた。1197年、祖父の明宗が権臣の崔忠献により廃位され、一族も江華島に流罪となったが、幼い頃の高宗の行跡については史料が足りない理由で明確ではない。父の康宗は1210年に開京に帰還し、熙宗から漢南公に封じられたが、翌年に崔忠献の暗殺を図った熙宗が廃位され、康宗が擁立された時、高宗自身は黄海道安岳郡にいたことから、地方で配流の生活を続けたものと推測される。
康宗が即位した後、開京に戻り太子となり、1213年に康宗が亡くなると、崔忠献の擁立により王位を継承した。
1218年、モンゴル帝国と同盟を結ぶことで親睦を深めようとしたが、モンゴルに従属国同然に扱われたことに激怒し、1225年に断交して対立する。そのため、高麗はモンゴル軍の侵攻を6度にわたって受けることになった。
このため、モンゴルの襲来を恐れた崔氏政権は首都を江華島に移したが、その結果として本土が壊滅状態となり、1258年、これを見かねた高宗は、太子（後の元宗）を人質として差し出すことを条件にして降伏した。このモンゴルの侵攻で高麗は荒廃し、実質的には滅亡状態にあったという。
服属後の高麗国王は、皇帝号・天子の呼称をあらゆる場面において禁止され、詔などの字を用いることも禁止された。太子は世子と格下げされるなどの処置もこうむった。高麗滅亡後、朝鮮では皇帝号・天子の呼称は基本的に使用されず、全て国王号に統一されたため、高宗は朝鮮における皇帝としては、大韓帝国以前の最後の人物となった。
1236年にモンゴルが高麗に侵攻し、符仁寺にあった版木は戦災で焼失してしまった。高宗は江華島に避難していたが、大蔵経の製作を指示し、巨済島や南海から白樺の材木を運び、15年の歳月をかけて8万枚以上もの版木を彫り上げた。これが、今日に伝わる高麗八万大蔵経である。

## 略年
- 1192年 明宗の太子だった康宗の長男として誕生。
- 1196年 崔忠献、李義旼一派を取り除いて独裁権力を掌握する。崔氏政権の成立。
- 1197年 祖父の明宗が崔忠献により廃位。一族は島流しに処せられる。
- 1212年
  - 1月 父の康宗が即位する。
  - 7月 開京に戻り太子となる。
- 1213年 8月 父の康宗の死去に伴って王位につく。
- 1219年 9月 崔忠献、死去。崔瑀が大権を承継して崔氏政権が延長される。
- 1225年 1月 高麗に送ったモンゴルの使節が殺害される（鴨緑江事件）（『高麗史』巻22）。
- 1231年
  - 8月29日 モンゴルの第1次侵攻。
  - 11月29日 モンゴル軍、開京に至る。王は降伏。地方では抵抗が続く（『高麗史』巻22）。
  - 12月1日 モンゴルと講和。南宋、金を夾攻することを約定する。
  - モンゴル、高麗に72人の知事（達魯花赤）を配置[1]。
- 1232年
  - 7月7日 崔瑀、都を開京から江華島（江都）に移す。モンゴルに対する敵意を明らかにする。
  - 達魯花赤が殺害される。
  - 8月 モンゴルの第2次侵攻。
- 1233年
  - 4月 モンゴルが詔書を送って高麗の罪状を問責する。
  - 5月 西京の洪福源などが反乱を起こす。
  - 12月 西京の反乱が鎮圧される。洪福源はモンゴルに逃げる。
- 1235年 モンゴルの第3次侵攻。
- 1239年 モンゴル軍、王族の入朝を条件に高麗の講和要請を受けて撤退。その後も高麗が約束を守らなかったため、侵攻が再開される。
- 1247年 モンゴルの第4次侵攻。
- 1249年 11月 崔瑀、死去。崔沆が政権を承継する。
- 1253年 モンゴルの第5次侵攻。
- 1254年 7月 モンゴルの第6次侵攻。年末まで206,800余人の捕虜が連行されたことで、高麗は侵攻以来、最も大きな被害を受けた。（高麗史 巻24）
- 1255年 モンゴルの第7次侵攻。
- 1257年
  - 4月 崔沆、死去。崔竩が政権を承継する。
  - 5月 モンゴルの第8次侵攻。
- 1258年
  - 3月 柳璥・金俊などが崔竩を暗殺することにより、62年続いた崔氏政権が打倒される（戊午政変）。
  - 12月 和州以北をモンゴルに割譲する（双城総管府）。
- 1259年
  - 3月 高麗、モンゴルに服属する。世子（元宗）を人質として差し出す。
  - 7月 高宗、江都にて死去。

## 家族
- 安恵太后 柳氏（熙宗と成平王后任氏の娘）
  - 元宗
  - 安慶公 王淐
  - 寿興宮主